# Lombia IP
Lombia IP är en idrottsplats i Kiruna som invigdes 1976. På Lombia IP spelar Kiruna FF sina hemmamatcher. Publikkapaciten är cirka 2 333 platser.